# حقوق بشر در جمهوری خلق چین
حقوق بشر در جمهوری خلق چین (انگلیسی: Human rights in China) به وضعیت حقوق بشر در این کشور می‌پردازد.
چین در حقیقت بر اساس نظر دولت اش، خود را متعهد به حقوق بشر می‌داند و در سال ۲۰۰۴ با وارد کردن یک متمم به قانون اساسی مبنی بر اینکه «دولت به حقوق بشر احترام و آنرا تضمین می‌کند» آن را پذیرفت. (متمم شماره ۳۳/۳)
این کشور به صورت رسمی کنوانسیون‌های مهم سازمان ملل را تصویب کرده‌است.
از دیدگاه حزب کمونیست چین، حقوق بشر در برخی موارد با دیدگاه «غرب» از حقوق بشر متفاوت است. با این حال هر دو دیدگاه، الزامات مورد نیاز سازمان ملل را برآورده می‌کنند. برنامه هادر زمینه حقوق بشر چین به مسائل میثاق بین‌المللی حقوق مدنی و سیاسی و میثاق بین‌المللی حقوق اقتصادی، اجتماعی و فرهنگی سازمان ملل متحد می‌پردازد. در حالی که در دیدگاه غرب «حقوق بشر در اولویت به حفاظت فرد نسبت به سوء رفتار دولت می‌پردازد»، ولی در دیدگاه دولت چین، رفاه و کیفیت زندگی مردم مقدم بر حق آزادی افراد است.
دولت چین خاطرنشان می‌کند که از زمان تأسیس جمهوری خلق، رفاه مردم به‌طور گسترده افزایش یافته و سن متوسط جمعیت چین از ۳۵ سال به ۷۳ سال افزایش یافته باشد. در راستای تحقق حقوق بشر در جمهوری چین این مشکل وجود دارد که برای یک کارگزار حکومتی، در درجه نخست موفقیت‌های اقتصادی معیار قرار دارد. در این رابطه در صورت وجود ابهام، موفقیت‌های اقتصادی مهمتر از حفاظت تک به تک افراد در مواجه شدن با نقض حقوق بشر می‌باشد.

## تفاوت دیدگاه حقوق بشر بین کشورهای غربی و چین
وزن و جایگاه حقوق بشر در زمینه‌های مختلف بین درک دولت چین از آن‌ها و نحوه دید از نظر اروپایی‌ها متفاوت است. در اروپا حقوق بشر از ایده قانون طبیعی که در عصر روشنگری ایجاد شده‌است، حاصل می‌شود؛ بنابراین حقوق بشر حقوق بنیادین و غیرقابل انکار هر انسانی است که به تنهایی به خاطر انسان بودن به او تعلق می‌گیرد و هرگز نمی‌تواند از او پس گرفته شود؛ بنابراین، حامل هر فرد حامل کرامت انسانی است و حقوق بشر حقوق تک به تک افراد است. از سوی دیگر، جامعه و دولت که آن فرد در آن زندگی می‌کند، وظیفه مند هستند. آن‌ها وظیفه حفاظت از حقوق بشر هر فرد را بر عهده دارند.

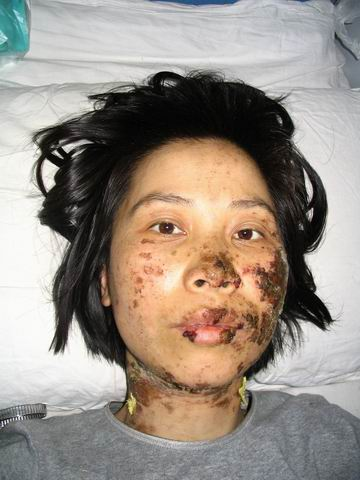
فالون کنگ پزشکی که در زندان شکنجه شده‌است

## حقوق بشر از دیدگاه حزب کمونیست
بر اساس نظرگاه حزب کمونیست چین که از سال ۱۹۴۹ به تنهائی در حکومت قرار دارد، حقوق بشر شامل یکسری حقوق و وظائف افراد و همچنین جامعه می‌شود. حقوق بشر شامل دسته‌بندی‌های سفت و سخت نمی‌شود بلکه آن‌ها قابل تغییر و تحول می‌باشند؛ بنابراین این اصول می‌توانند بشرح زیر تعریف شوند
- حقوق بشر محصول تحولات اجتماعی است. آن‌ها فقط در چارچوب قانون ایجاد شده توسط دولت وجود دارد.
- حقوق بشر مستلزم یک فرایند تغییر پویا و مداوم است. ابتدا حقوق بشر در کادر افراد بود، بعد از آن حقوق اجتماعی و فرهنگی و جمعی به حقوق بشر اضافه شد.
- حقوق بشر بخش روبنایی است که قبل از هر چیز بر مبنای اقتصاد برجسته می‌شود. به‌طور مشخص وضعیت حقوق بشر در درجه نخست به وضعیت اقتصادی آن جامعه وابسته است. در این رابطه به هر میزان وضعیت اقتصادی جامعه نابسامان است، به همان میزان وضعیت حقوق بشر نامطلوب است.

## حفاظت و توسعه حقوق بشر در چین
بر اساس دیدگاه رسمی، چین از حقوق بشر محافظت می‌کند و براساس ایده‌های خود، از طریق یک سیاست با دستاوردهای زیر، آن‌ها را ایجاد می‌کند:
- امنیت اجتماعی و افزایش رفاه مادی جمعیت
- تضمین حداقل معاش از طریق کمک‌های اجتماعی[۶]
- مبارزه با بیکاری
- معیار مهم برای وضعیت حقوق بشر در یک کشور در حال توسعه و در اینجا چین که هنوز خودرا یک کشور در حال توسعه می‌داند، این است که آیا نظام سیاسی، پیشرفت اقتصادی و اجتماعی و کیفیت زندگی مردم را ارتقا می‌بخشد. با توجه به توسعه سریع اقتصادی چین، چینی‌ها می‌توانند حقوق بشر در چین را به تدریج گسترش دهند.

با این حال، دولت تأکید کرد که وحدت و ثبات چین پایه ای برای تحقق حقوق بشر است.